# 浜松
浜松（はままつ、旧字体：濱松󠄁）は、天竜川の西、浜名湖の東に位置する都市。また、その市街地を中心とする地域。もともと浜津に由来し、中世には浜松と呼ばれるようになった。
この地域以外にも東京都港区をはじめ、日本各地に浜松という地名や人名が存在する（後述）。

## 概要
古くは、中遠（磐田市）が代表的な町であったが、中世から遠州の代表的な町であり、室町時代後期（戦国時代）には浜松城の城下町、浜松藩として江戸時代には東海道の宿場町として栄えた。廃藩置県となった明治時代には浜松県の県庁所在地であった。

### 浜松市街地
浜松城の城下町を中心とした、浜松市の市街地。浜松駅から北西は、企業や商業施設が密集する古くからの繁華街である。浜松駅に隣接した北東には、浜松のランドマークである超高層ビルのアクトタワーを擁するアクトシティ浜松がある。

### 浜松市
静岡県西部に位置する市。100万人規模の浜松都市圏の中心市であり、静岡県で2番目の政令指定都市である。嘗ては、繊維生産や楽器生産及びオートバイ生産等が、代表的な工業が存在した。2013年現在では、これらの工業が縮小の一途になり、他地域への工場の移転や統廃合が行われ、上記生産品の一部を生産する程度に至った。少量の繊維生産の製品を除き、市内で生産した完成品での出荷は、行われていない。

### その他の「浜松」
- 浜松駅 - JR東海の東海道新幹線、東海道本線の駅。県内では静岡駅の次に利用者が多い。
- 新浜松駅-遠州鉄道鉄道線の駅で、同線の起点駅。
- 浜松駅バスターミナル-遠鉄バスや高速バスが発車する、浜松市のバス交通の拠点。
- 浜松宿 - 東海道五十三次のひとつで、駿遠両国を通じて最大の宿場だった。現在の浜松市街地にあたる。
- 自動車のナンバープレートに表記される国土交通省運輸局記号。静岡県浜松市中央区に所在する「中部運輸局静岡運輸支局浜松自動車検査登録事務所」を示す。エリアは、浜松市、御前崎市、菊川市、掛川市、袋井市、磐田市、湖西市、周智郡、浜名郡。
- 東京都港区の浜松町については、土地一帯の名主が遠州浜松出身だったため名付けられた。
- 北海道根室市、北海道二海郡八雲町、青森県つがる市木造菰槌、青森県つがる市木造蓮川、愛知県豊田市大平町、愛知県豊田市大沼町にも浜松という地名が存在する。